# Ronald de Boer
Pour les articles homonymes, voir de Boer.
Ronaldus de Boer, dit Ronald de Boer, est un footballeur international néerlandais né le 15 mai 1970 à Hoorn (Pays-Bas). Il évoluait au poste d'attaquant ou de milieu de terrain offensif. Il fait partie du Club van 100.

## Biographie

### En club
Tout comme les frères René et Willy van de Kerkhof, lui et son frère Frank sont jumeaux. Ronald de Boer a ainsi la particularité d'avoir effectué quasiment toute sa carrière dans les mêmes clubs que son frère.
Après avoir connu la génération dorée de l'Ajax Amsterdam (victorieuse de la Ligue des Champions en 1995 puis finaliste l'année suivante), Ronald rejoint avec son frère le prestigieux FC Barcelone où il retrouve l'entraîneur Louis van Gaal et une imposante colonie néerlandaise. Mais la greffe ne prendra jamais véritablement. Non seulement les résultats du club ne sont pas à la hauteur, mais en plus Ronald est le plus souvent condamné au banc de touche. 
Il part alors rejoindre les Glasgow Rangers, autre club européen à forte coloration néerlandaise. Il évolue par la suite sous les couleurs des clubs qataris d'Al-Rayyan et d'Al Shamal.
Le 19 mars 2008, Ronald de Boer annonce qu'il met un terme à sa carrière de footballeur professionnel, après plus de vingt années de professionnalisme. Il s'apprête alors à suivre des cours pour devenir entraîneur.

### En sélection
Ronald de Boer reçoit 67 sélections et inscrit 13 buts avec l'équipe des Pays-Bas.
Avec cette équipe, il participe notamment à la Coupe du monde 1994 organisée aux États-Unis puis à celle de 1998 qui se tient en France.
Ronald de Boer dispute un total de neuf matchs en Coupe du monde. Il inscrit 2 buts lors de la Coupe du monde 1998, durant les phases de groupes : le premier, lors d'un match face à la République de Corée, et le deuxième, lors d'une rencontre face au Mexique.

## Carrière
- 1988-1991 : Ajax Amsterdam  Pays-Bas
- 1991-1993 : FC Twente  Pays-Bas
- 1993-jan 1999 : Ajax Amsterdam  Pays-Bas
- jan 1999-2000 : FC Barcelone  Espagne
- 2000-2004 : Glasgow Rangers  Écosse
- 2004-2005 : Al Shamal  Qatar
- 2005-2008 : Al Rayyan Club  Qatar[1]

## Palmarès

### Ajax Amsterdam
- Vainqueur de la Ligue des Champions en 1995
- Finaliste de la Ligue des Champions en 1996
- Vainqueur de la Coupe intercontinentale en 1995
- Vainqueur de la Supercoupe de l'UEFA en 1996
- Champion des Pays-Bas en 1990, 1994, 1995, 1996 et 1998
- Vainqueur de la Coupe des Pays-Bas en 1993 et 1998
- Vainqueur de la Supercoupe des Pays-Bas en 1993, 1994 et 1995

### FC Barcelone
- Champion d'Espagne en 1999

### Glasgow Rangers
- Champion d'Écosse en 2003
- Vainqueur de la Coupe d'Écosse en 2002 et 2003
- Vainqueur de la Coupe de la Ligue écossaise en 2002 et 2003